# Jan Engels
Jan Engels (* 11. Mai 1922 in Sint-Genesius-Rode; † 17. April 1972 in Heverlee) war ein belgischer Radrennfahrer.

## Sportliche Laufbahn
Engels (auch Jean Engels) war im Straßenradsport aktiv. Von 1945 bis 1952 war er Berufsfahrer. 1945 siegte er im Eintagesrennen Lüttich–Bastogne–Lüttich vor Edward Van Dijck. In jener Saison holte er auch einen Etappensieg in der Belgien-Rundfahrt (wie auch 1946) und im Grand Prix des Ardennes. 1947 siegte er bei Roubaix–Huy. Die Belgien-Rundfahrt 1946 beendete er als Zweiter.
In der Tour de France kam er 1948 auf den 22. Gesamtrang. In der Vuelta a España 1947 war er ausgeschieden. 1946 kam er in der Tour de Suisse auf den 6. Platz.